# Rudý oblak
Rudý oblak (lakotsky Maȟpíya Lúta, anglicky Red Cloud; 1822 – 10. prosince 1909) byl jedním z nejdůležitějších náčelníku Oglalů, podkmene lakotských Tetonů, v letech 1868 až 1909. Byl jedním z nejschopnějších indiánských vůdců, kterým armáda Spojených států čelila při střetech s indiány na Divokém západě. Rudý oblak a jeho lidé dočasně zvítězili v boji o vládu nad oblastí dnešního okresu Powder River Country v severovýchodním Wyomingu a jižní Montaně (tzv. válka Rudého oblaka). Největší akcí války byl Fettermanův masakr s 81 zabitými americkými vojáky; byla to nejhorší vojenská porážka, kterou utrpěla armáda Spojených států na Velkých planinách až do bitvy u Little Bighornu o deset let později.
Po podpisu smlouvy z Fort Laramie (1868) vedl Rudý oblak svůj lid v období přechodu do života v rezervaci. Někdy býval mylně považován za hlavního vůdce Siouxů (Dakotů a Lakotů), ale tento indiánský národ byl vysoce decentralizovaný a jeho části fungovaly nezávisle, přestože někteří známí válečníci byli všeobecně vysoce respektovanými vůdci, jako například právě Rudý oblak.